# HWA
HWA全称Hi-Res Wireless Audio，一项基于LHDC音频编码技术的认证标准，並非藍牙音訊編解碼器。其性質與日本音響協會（JAS）所主導的Hi-Res Audio Wireless(俗稱小金標)是相同的。由華為與中國音響協會主導該認證聯盟，華為在此聯盟所扮演的角色則是屬於手機端的技術推廣者以及聯盟核心成員，但並非技術主導。技術主導是由台灣廠商 SAVITECH 盛微先進科技所擁有，簡稱LHDC。该技术允许通过速度最高达 1000kbps 的蓝牙连接传输 24bit/192kHz 的串流音频（也称高解析度音频）。相较LDAC会先把原始音讯进行升/降频到 24bit/96kHz 的模式，LHDC则可依照原始取样率输出，减少SRC过程的延迟。

相较于其他蓝牙音频标准，HWA联盟态度较为开放，只需要是符合性能指标等方面的要求，即可使用LHDC，并且这个认证并不需要付费。
LHDC编码于2018年初伴随华为P20系列手机推出，华为P20系列手机也是第一款支持此编码的手机。